# Tấn Lệ công
Tấn Lệ công (chữ Hán: 晉厲公, cai trị: 580 TCN – 573 TCN), tên thật là Cơ Thọ Mạn (姬寿曼) hoặc Cơ Châu Bồ (姬州蒲), là vị vua thứ 29 của nước Tấn - chư hầu nhà Chu trong lịch sử Trung Quốc.

## Lên ngôi
Tấn Lệ công là con của Tấn Cảnh công – vua thứ 28 nước Tấn.
Mùa hè năm 581 TCN, Tấn Cảnh công ốm nặng. Khi chưa qua đời, Cảnh công đã quyết định lập thế tử Thọ Mạn lên nối ngôi, tức là Tấn Lệ công. Lệ công trở thành vua nước Tấn ngay khi vua cha còn sống. Hơn 1 tháng sau, Tấn Cảnh công qua đời.

## Chiến tranh với Tần và Sở
Cuối thời Tấn Cảnh công đã bắt giữ Trịnh Thành công vì theo nước Sở, rồi sai Loan Thư tập hợp chư hầu đánh Trịnh. Nước Trịnh bèn lập con của Trịnh Thành công là Cơ Khôn Ngoan làm vua mới. Tướng Loan Thư nước Tấn thấy Trịnh đã chính thức lập vua mới liền bàn với chư hầu nên trả lại vua Trịnh. Gặp lúc đó Tấn Cảnh công ốm nặng sắp mất, Lệ công mới lập cũng muốn hòa. Công tử Hãn nước Trịnh mang đồ quý là chuông Tương Chung đi hối lộ cho nước Tấn, còn công tử Nhiên đi ngoại giao, thề với nước Tấn ở đất Vu Trạch, còn công tử Tứ đi làm con tin. Sau đó Tấn Lệ công thả Trịnh Thành công về nước.
Năm 580 TCN, Tấn Lệ công mới lên ngôi, muốn yên ổn bờ cõi, bèn hội với Tần Hoàn công cùng ăn thề giữ hòa bình. Hai bên ăn thề bên sông Hoàng Hà. Nhưng khi Tấn Lệ công vừa trở về thì Tần Hoàn công trở mặt, cùng nước Địch bàn mưu đánh nước Tấn.
Năm 578 TCN, Tấn Lệ công sai Lã Tương đi sứ trách nước Tần rồi họp chư hầu mang quân đánh Tần, gồm Tề, Lỗ, Vệ, Tào, Trịnh, Tống, Chu, Đằng. Liên quân do Tấn đứng đầu đánh bại quân Tần ở đất Mã Toại, bắt được tướng Tần là Thành Sai và Bất Canh Nhữ Phủ.
Năm 576 TCN, Tấn Lệ công hội chư hầu tại đất Thích rồi mang quân đánh nước Tào, bắt Tào Thành công mang tới kinh thành Lạc Ấp của nhà Chu giam giữ. Tả Truyện cho rằng đây hành động bá quyền của Tấn Lệ công vì Tào Thành công không mắc lỗi gì với dân chúng. Có ý kiến khác cho rằng vua Tấn lấy cớ Tào Thành công giết thế tử (con Tào Tuyên công) giành ngôi nên mới bắt.
Năm 575 TCN, người nước Tào đến xin với Tấn Lệ công cho Tào Thành công được về nước. Tấn Lệ công chấp thuận cho vua Tào trở về.
Cùng năm, nước Trịnh lại bỏ Tấn theo Sở. Tấn Lệ công theo lời Loan Chi, đích thân mang quân đi đánh Trịnh. Tháng 5 năm đó, quân Tấn qua sông Hoàng Hà, gặp Sở Cung vương mang quân cứu Trịnh. Phạm Văn Tử bàn nên rút quân nhưng Khước Chí khuyên nên quyết đánh để giữ uy tín với chư hầu. Lệ công quyết định giao tranh với quân Sở, cho Khước Kỳ làm tướng thượng quân, Tuân Yển làm phó; Hàn Quyết làm tướng hạ quân, Khước Chí làm phó. Ngoài ra Tấn Lệ công còn sai Khước Sưu đi sứ nước Vệ và nước Tề xin quân cùng đánh Sở.
Tấn Lệ công điều quân đến đánh Trịnh, trong khi đó Sở Cung vương cũng mang quân Sở bắc tiến để bảo vệ đồng minh mới.
Phía Sở có quân Trịnh trợ phối hợp. Hai bên giao chiến ở đất Yển Lăng thuộc nước Trịnh. Hai tướng nước Sở là Tử Trọng và Tử Phản bất hòa.
Hai bên giáp mặt nhau tại Yên Lăng, quân Tấn đã đánh bại Sở bằng cách tấn công vào các cánh quân yếu hơn, vốn là các binh sĩ Trịnh và Đông Di được huấn luyện kém. Trong trận chiến, Cung vương đã bị tướng Tấn một mũi tên bắn vào mắt. Bất chấp vết thương, vua Sở vẫn triệu tướng chỉ huy Tử Phản (子反) đến bản thảo về kế hoạch tác chiến cho ngày hôm sau, nhưng bắt gặp Tử Phản say rượu. Cung vương quyết định rút lui và Tử Phản phải tự sát.
Thắng được Sở Cung vương, Tấn Lệ công lấy lại uy thế với chư hầu.

## Bị giết trong tranh chấp quyền lực
Năm 576 TCN, đại phu Bá Tôn thường can ngăn thẳng thắn, thành thù oán với họ Khước. Khước Khắc bèn sai người giết Bá Tôn.
Tấn Lệ công có nhiều vợ. Sau khi thắng quân Sở trở về nước năm 574 TCN, Lệ công muốn bỏ các đại phu mà cho các họ ngoại thích là anh em các bà vợ vào làm quan. Một người anh vợ của Lệ công là Tư Đồng có hiềm khích với quan khanh Khước Chí (郤至); đại phu Loan Thư cũng giận Khước Chí không cùng ý kiến với mình khi giao tranh với quân Sở, nên xảy ra thù oán trong triều đình.
Cùng lúc đó nước Sở hận nước Tấn vì trận Yển Lăng, Sở Cung vương cũng cho người đến gièm pha với Lệ công rằng:
Sở dĩ có trận Yển Lăng vì Khước Chí gọi quân Sở đến vì ý đồ làm loạn nước Tấn để đưa công tử Chu về làm vua. Vì các chư hầu không tham dự đủ để giúp Sở nên việc không thành thôi
Tấn Lệ công hỏi ý kiến Loan Thư. Loan Thư sẵn ghét Khước Chí nên đề nghị cho điều tra. Tấn Lệ công bèn sai Khước Chí đi sứ nhà Chu thăm công tử Chu. Trong khi đó chính Loan Thư lại nói với công tử Chu nên gặp gỡ Khước Chí. Khước Chí không biết là mưu sắp đặt nên gặp gỡ công tử Chu.
Tấn Lệ công được tin, cho rằng Khước Chí có ý phản thật, bèn nuôi ý định giết Khước Chí.
Năm 573 TCN, Tấn Lệ công cùng các đại phu đi săn. Khước Chí bắn được con lợn dâng lên. Viên hoạn quan tranh con lợn, Khước Chí bèn bắn chết vien hoạn quan. Tấn Lệ công nổi giận muốn giết ba đại phu họ Khước nhưng chưa thể thực hiện được.
Khước Kỳ khuyên Khước Chí ra tay trước nhưng Khước Chí không muốn mang tiếng phản vua và gây ra tranh chiến tàn hại dân, chấp nhận cái chết.
Tháng 12 năm đó, Tấn Lệ công sai Tư Đồng mang 800 quân đánh úp ba nhà họ Khước, bắt giết hết cả họ. Nhân đó Tư Đồng muốn trừ khử cả Loan Thư (欒書) và Tuân Yển (hay Trung Hành Yển 中行偃), bèn bắt hai người đến triều đình, khuyên Tấn Lệ công giết luôn. Tấn Lệ công thấy giết người quá nhiều không nỡ ra tay. Lệ công không nghe lời khuyên của Tư Đồng, tạ lỗi với Loan Thư và Tuân Yển và thả hai người về. Tấn Lệ công phong Tư Đồng làm quan khanh.
Loan Thư và Tuân Yển sợ sẽ bị giết, bèn bàn nhau giết Tấn Lệ công. Tháng chạp nhuận năm 573 TCN, Loan Thư và Tuân Yển nhân lúc Tấn Lệ công ra ngoài chơi bèn mang quân đánh úp, bắt sống Tấn Lệ công giam lại.
Sau 6 ngày, Loan Thư sai người đến giết chết Lệ công và dùng một cỗ xe chôn cất ông. Tấn Lệ công ở ngôi tất cả tám năm.
Công tử Chu là chắt của Tấn Tương công được đón về lập làm vua, tức là Tấn Điệu công.